# Sylvia Schwabe
Sylvia Schwabe (20 de diciembre de 1962) es una deportista de la RDA que compitió en remo. Ganó tres medallas en el Campeonato Mundial de Remo entre los años 1983 y 1986.

## Palmarés internacional
| Campeonato Mundial | Campeonato Mundial       | Campeonato Mundial | Campeonato Mundial       |
| Año                | Lugar                    | Medalla            | Prueba                   |
| ------------------ | ------------------------ | ------------------ | ------------------------ |
| 1983               | Duisburgo (RFA)          | Medalla de plata   | Cuatro scull con timonel |
| 1985               | Malinas (Bélgica)        | Medalla de oro     | Doble scull              |
| 1986               | Nottingham (Reino Unido) | Medalla de oro     | Doble scull              |